# Cizí zeď

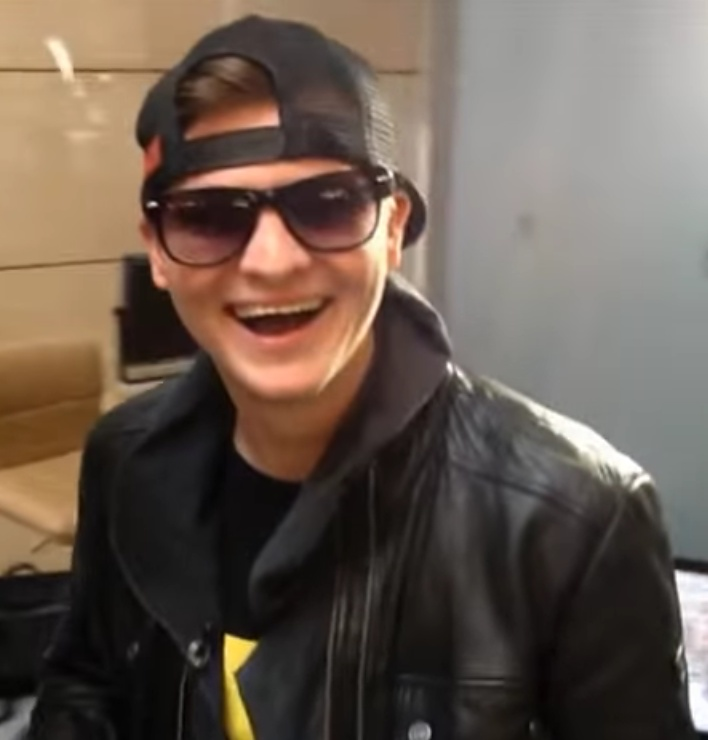
Kazma Kazmitch, moderátor One Man Show

Cizí zeď je píseň ke kampani 1/10 od nadačního fondu ONEMANSHOW Foundation (což je nadační fond spuštěný Kazmou a Markusem Krugem, tvůrci pořadu One Man Show). Píseň měla premiéru 12. září 2018 na internetové televizi Stream.cz ve videu Odhalení skandálu prohrané sázky o Ferrari za 8 000 000 Kč. Toto video získalo 1 000 000 zhlédnutí za necelý 1 den. Na YouTube byl videoklip s písní nahrán o den později – 13. září 2018. Videoklip se za několik hodin umístil do kategorie Trendy. Po necelém dni dosáhl v Trendech #1, tuto pozici si udržel poměrně dlouho. Za týden po vydání měl klip na YouTube 1,9 milionu zhlédnutí. Za tři týdny po vydání dosáhl klip na YouTube přes 4,2 milionu zhlédnutí. Nápad na vznik písničky a následnou režii videoklipu má na svědomí režisér pořadu Markus Krug. Píseň byla na prvních příčkách na iTunes, Spotify a v dalších streamovacích službách. Hudbu a text složil mladý hudební producent Ondřej Fiedler. Natáčení probíhalo v Praze, Bratislavě a Žilině. Píseň pojednává o nešvaru dnešní doby, nenávisti a negativních komentářích na internetu.

## Kredity

### Tvůrci
- Ondřej Fiedler – hudební producent
- Markus Krug – autor námětu a režie
- Kazma Kazmitch – producent (ONEMANSHOW Production)
- Radim Střelka, Jakub Mahdies, Martin Linhart – kamera

### Zpěv
- Ewa Farna
- Lucie Bílá
- Jiří Macháček
- Ondřej Hejma
- Ondřej Brzobohatý
- Terezie Kovalová
- Kuba Ryba
- Jakub Děkan
- Sebastian
- Vojtěch Dyk
- Vojta D
- Iva Pazderková
- Emma Smetana
- Bára Basiková
- Tomáš Klus
- Richard Krajčo (z kapely Kryštof)
- Mirai Navrátil (z kapely Mirai)
- Mariana Prachařová
- Josef Vojtek
- Adam Mišík
- Ondřej Ládek aka Xindl X
- Michal Malátný (z kapely Chinaski)
- Deborah Kahl aka Debbi
- Jan Pokorný aka Pokáč
- Václav Lebeda aka Voxel
- Tomáš Maček aka Thom Artway
- Jan Bendig
- Milan Peroutka

### Rap
- Adam Svatoš aka Kato
- Michal Dušička aka Majk Spirit
- Michal Straka aka Ego

### Text
- Pokáč
- Ondřej Fiedler

### Ostatní
- Ondřej Brzobohatý – piano
- Robert Picka – studio engineer
- Jan Steinsdorfer – symfonické aranžmá
- Terezie Kovalová – violoncello
- Jan Bradáč – housle
- Lukáš Chromek – kytary
- Marcel Procházka – supervize harmonií
- Boris Carloff – studio soundevice
- Hana Vinglerova – sbor
- Jan Steninsdorfer, Karla Sluková – orchestr
- Hanz Sedlář – dirigent
- Tomáš Jaroš – architekt / scénograf
- Matyáš Vorda – bicí

## Galerie účinkujících (výběr)

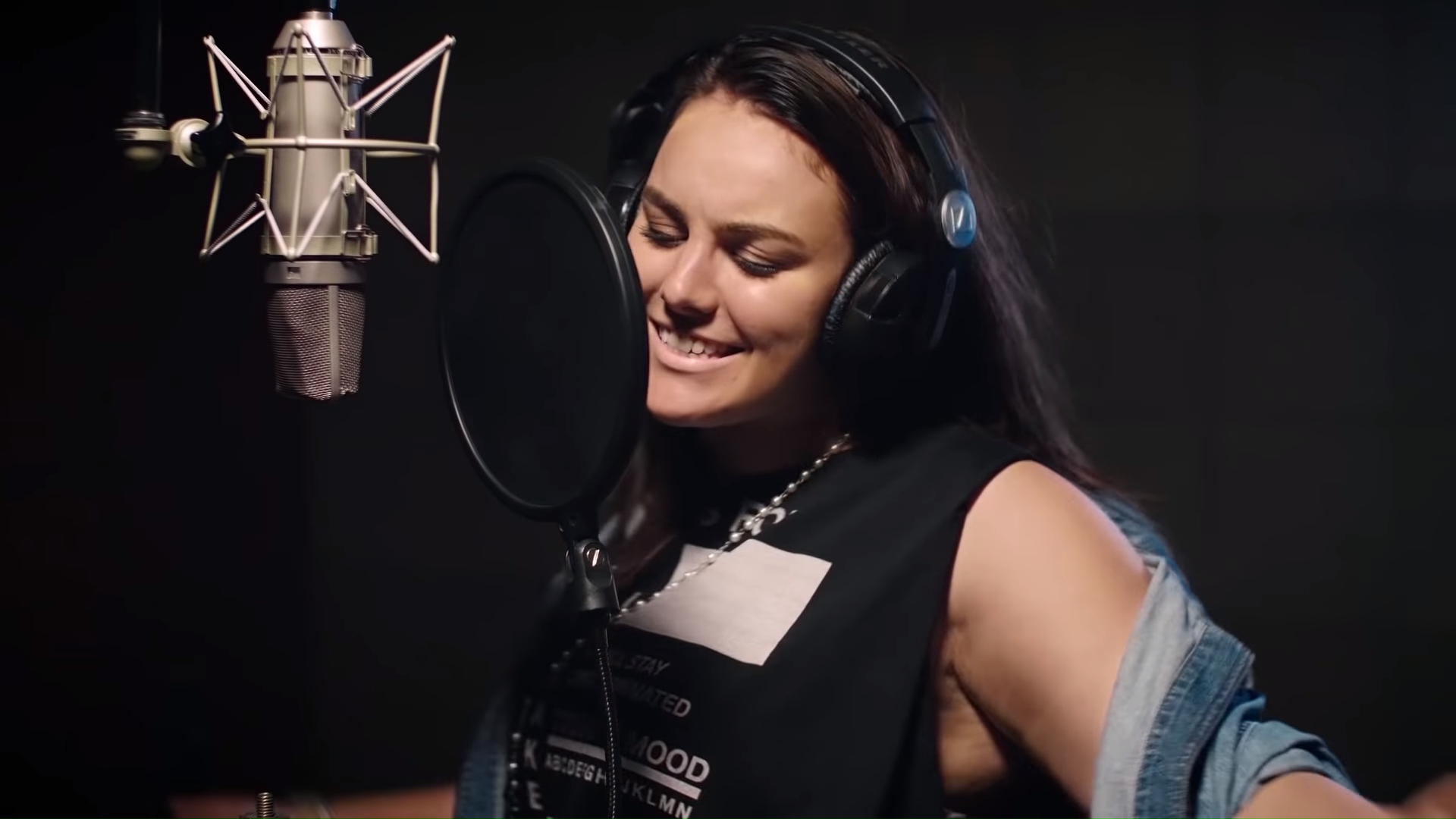
Ewa Farna
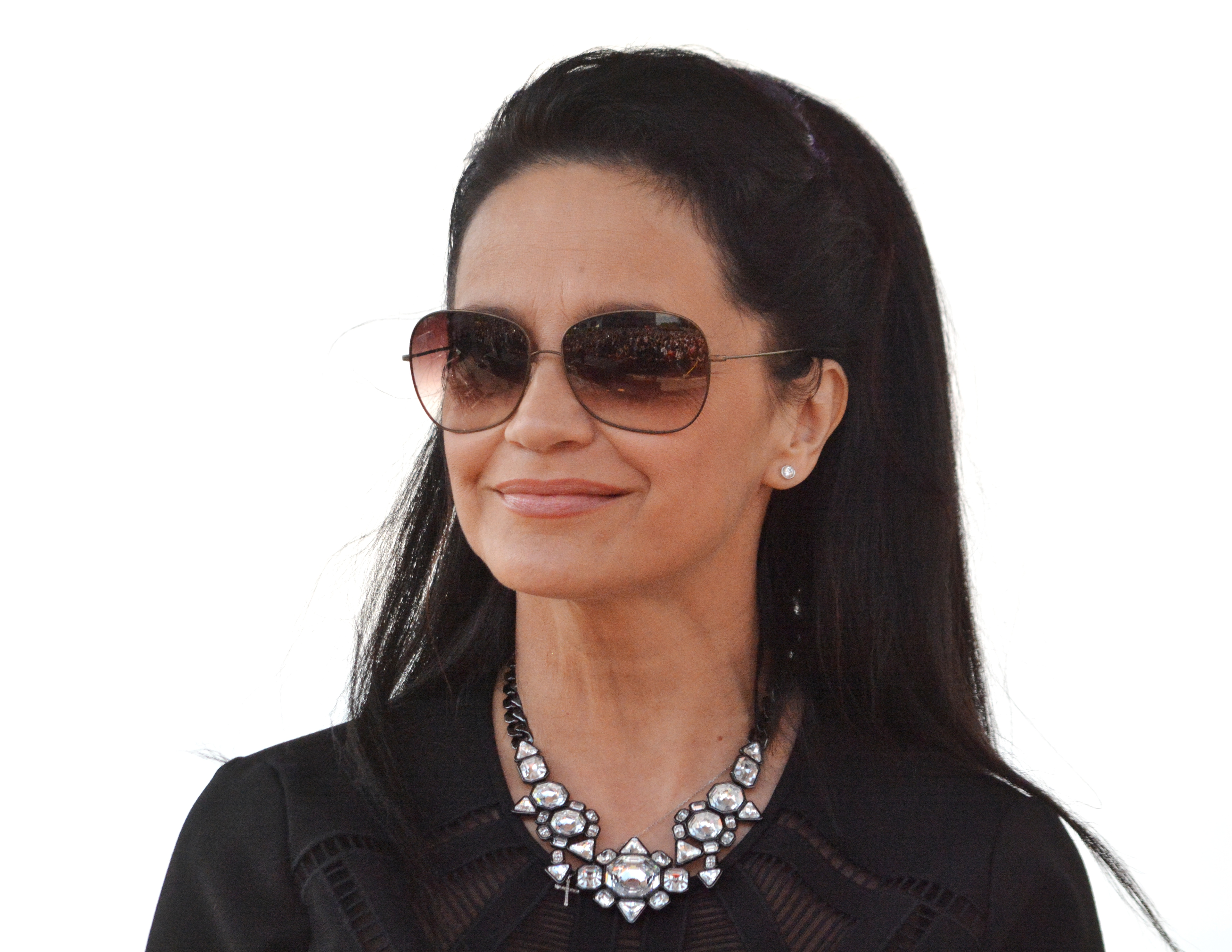
Lucie Bílá
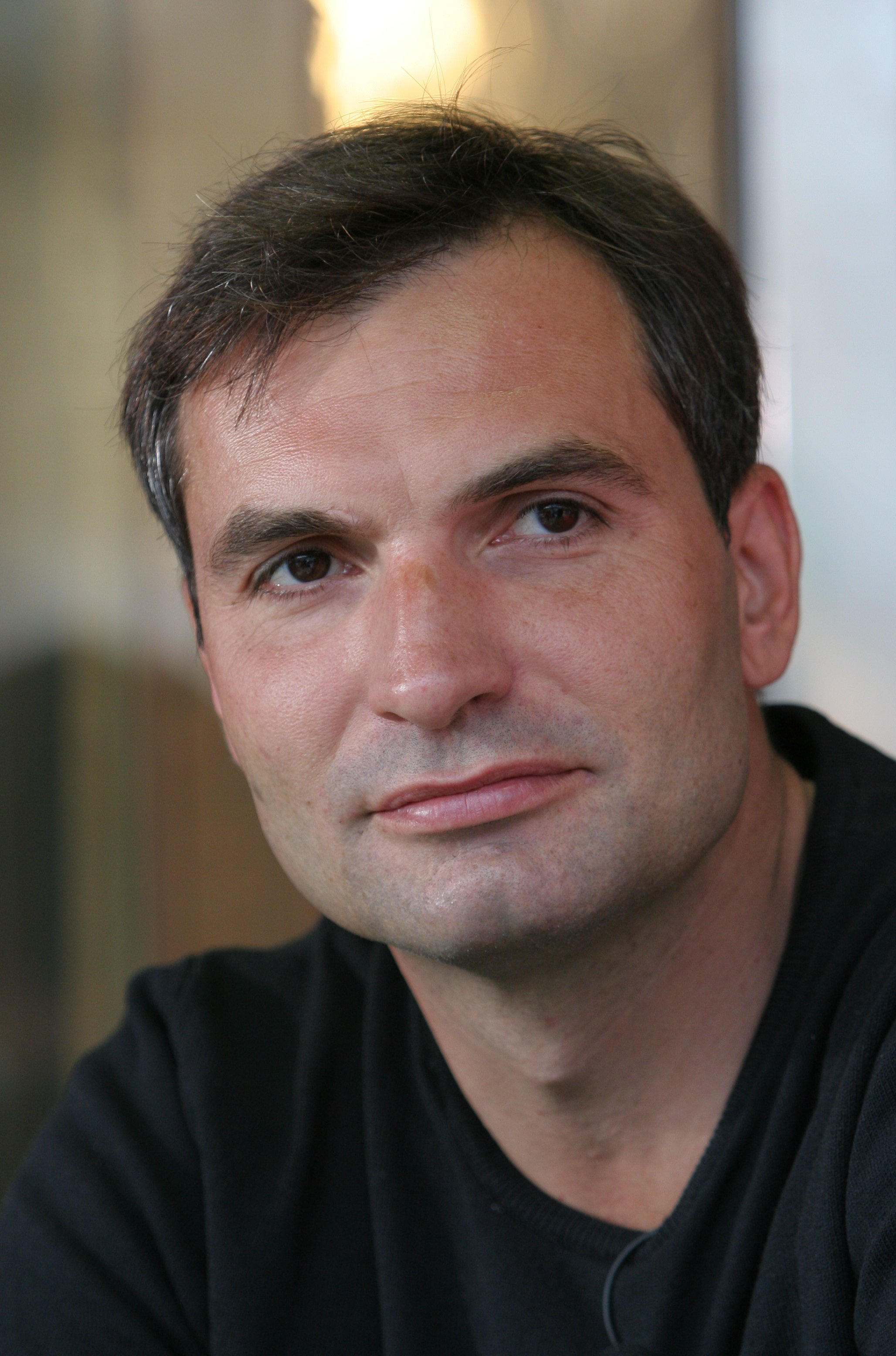
Jiří Macháček
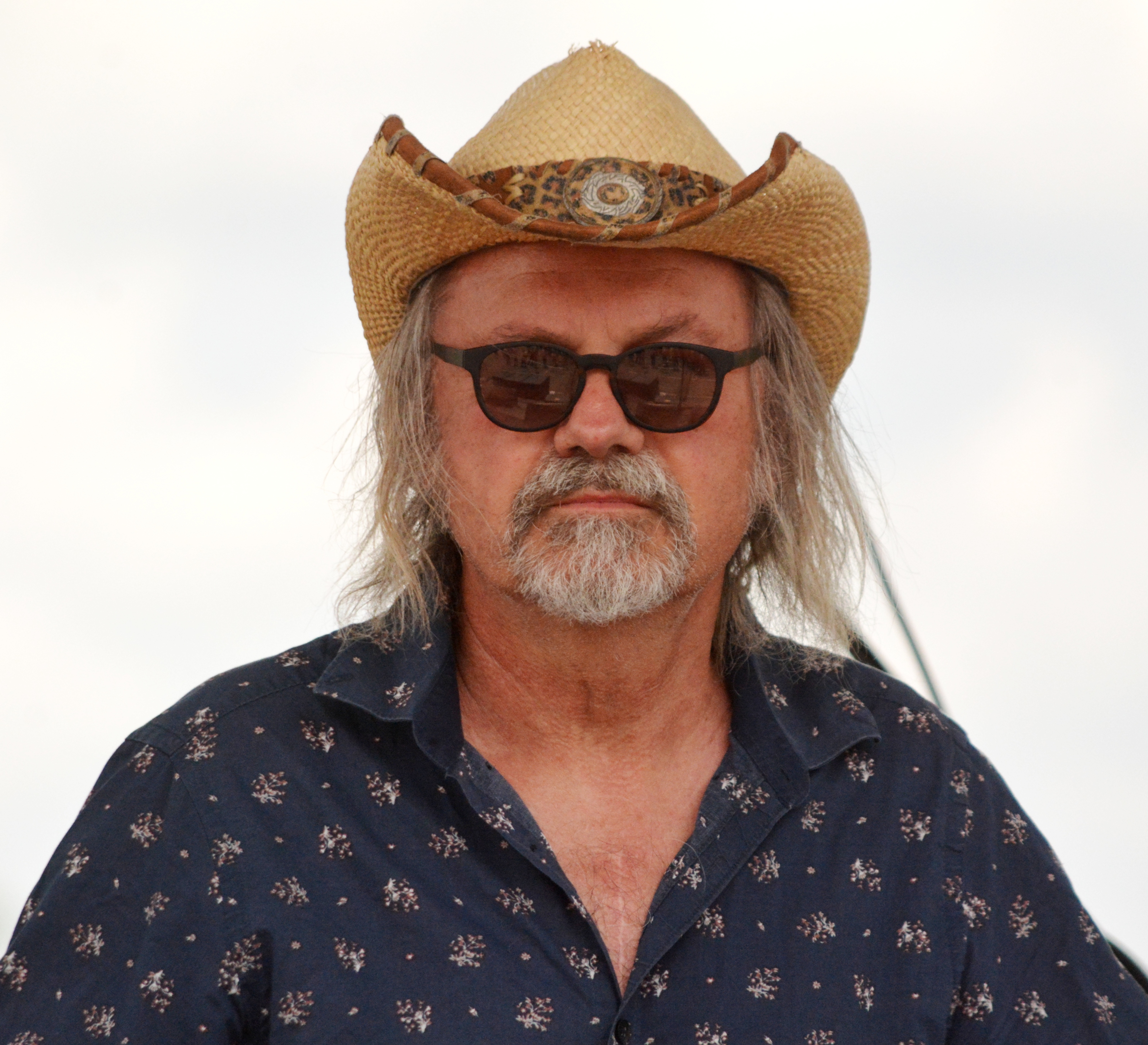
Ondřej Hejma
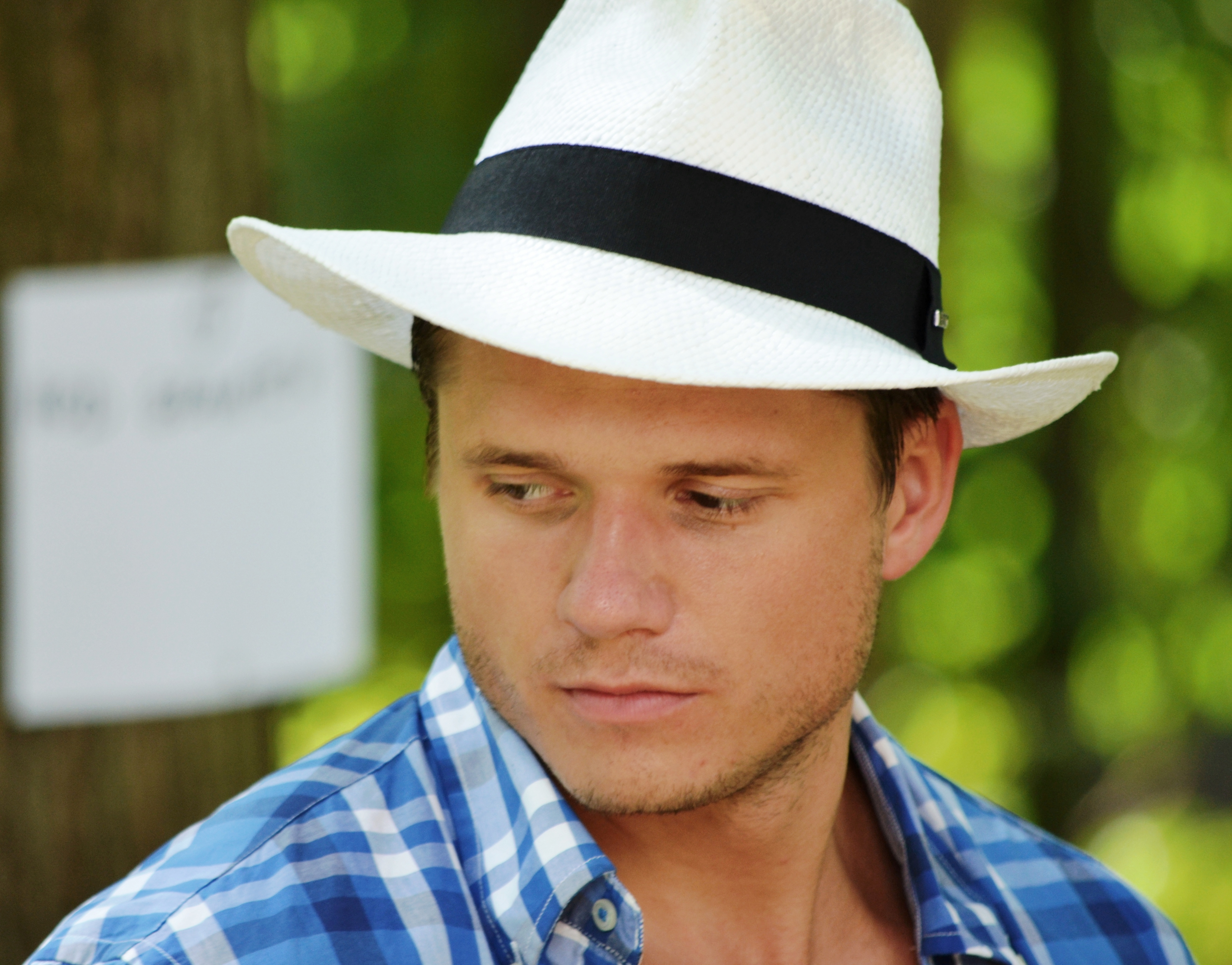
Ondřej Brzobohatý
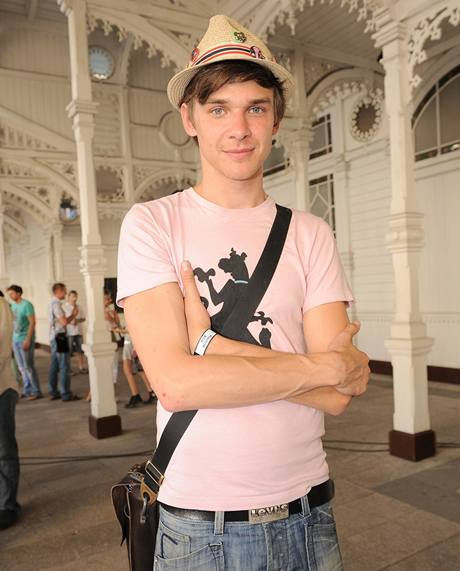
Vojtěch Dyk
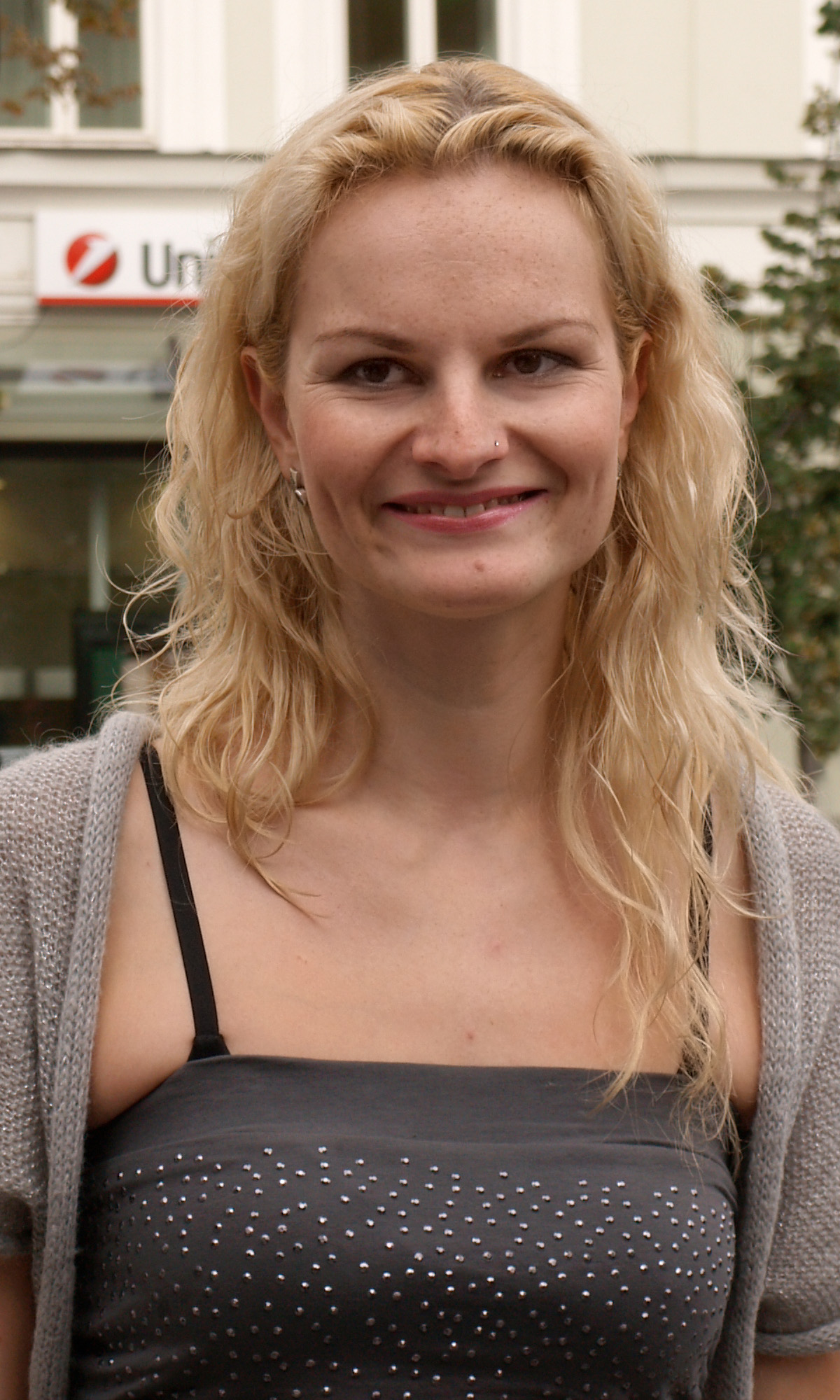
Iva Pazderková
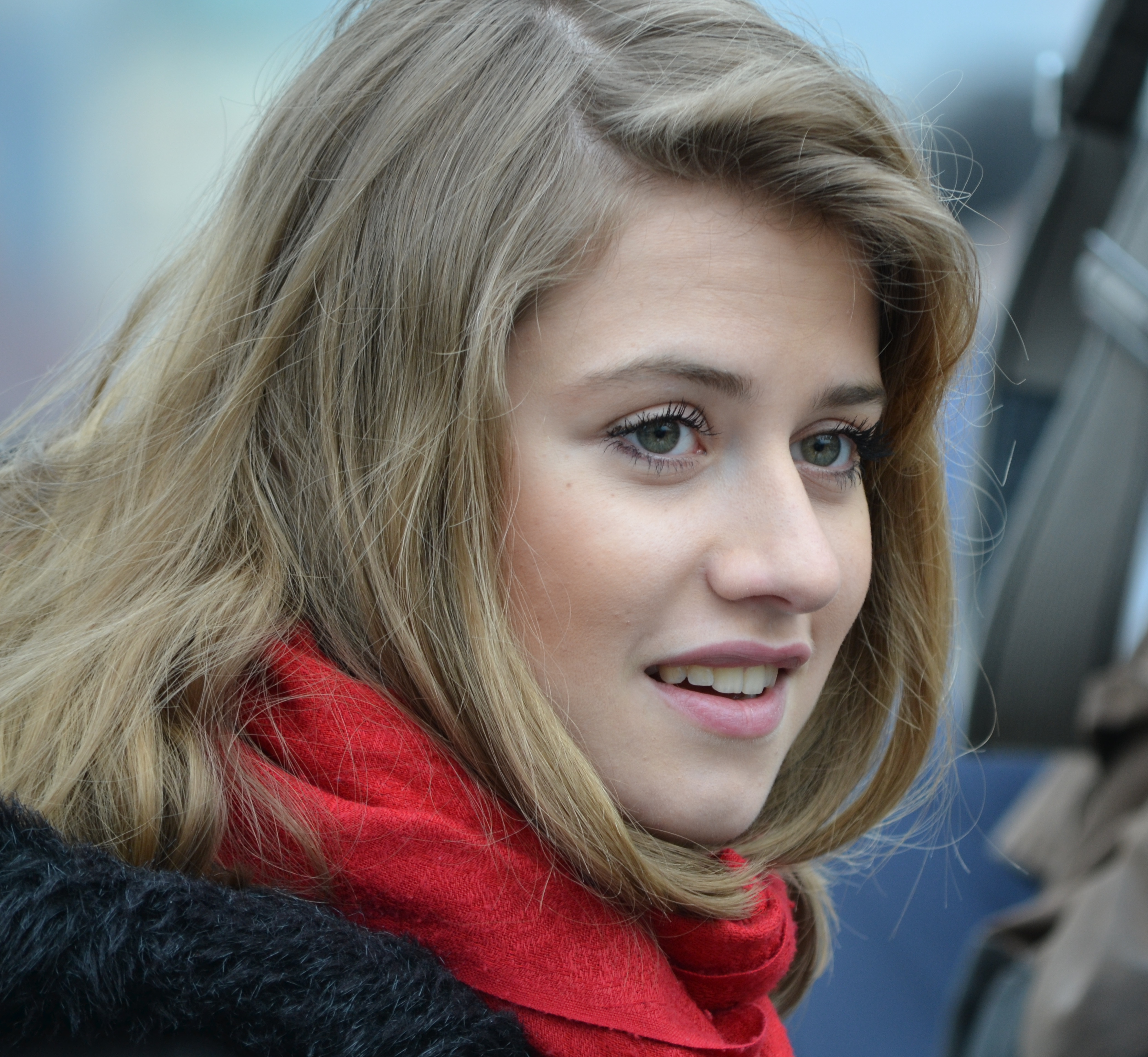
Emma Smetana
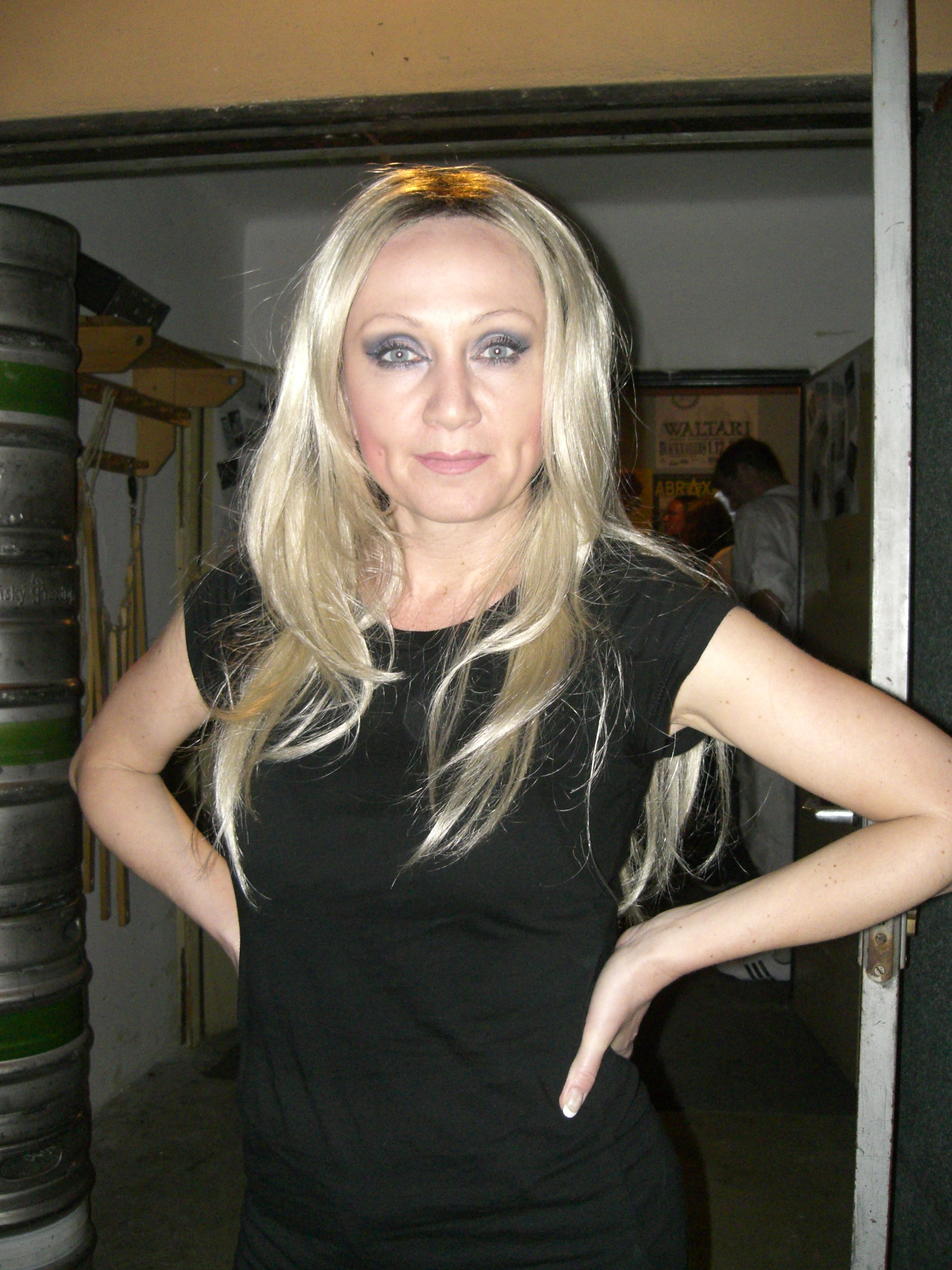
Barbara Basiková
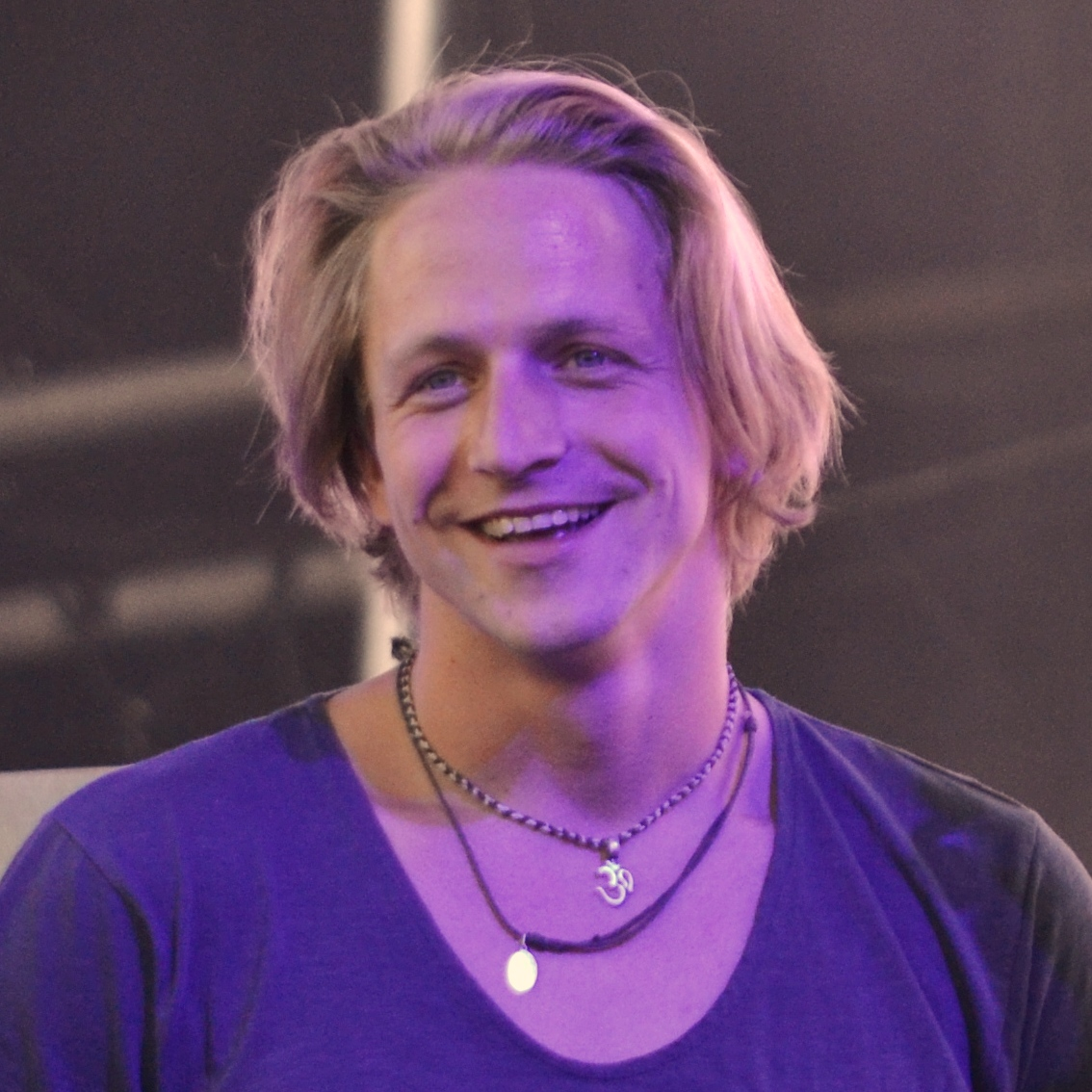
Tomáš Klus
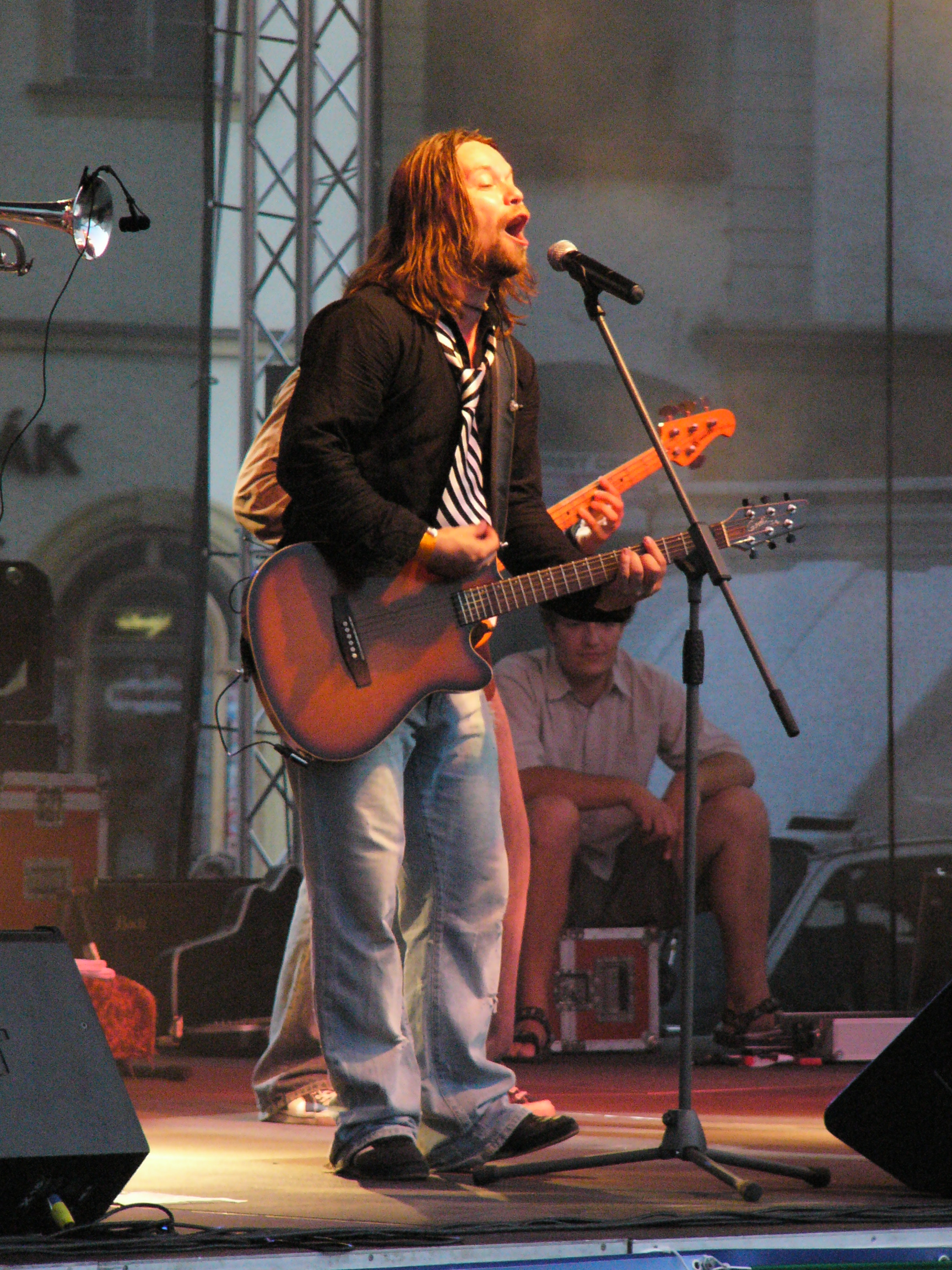
Richard Krajčo
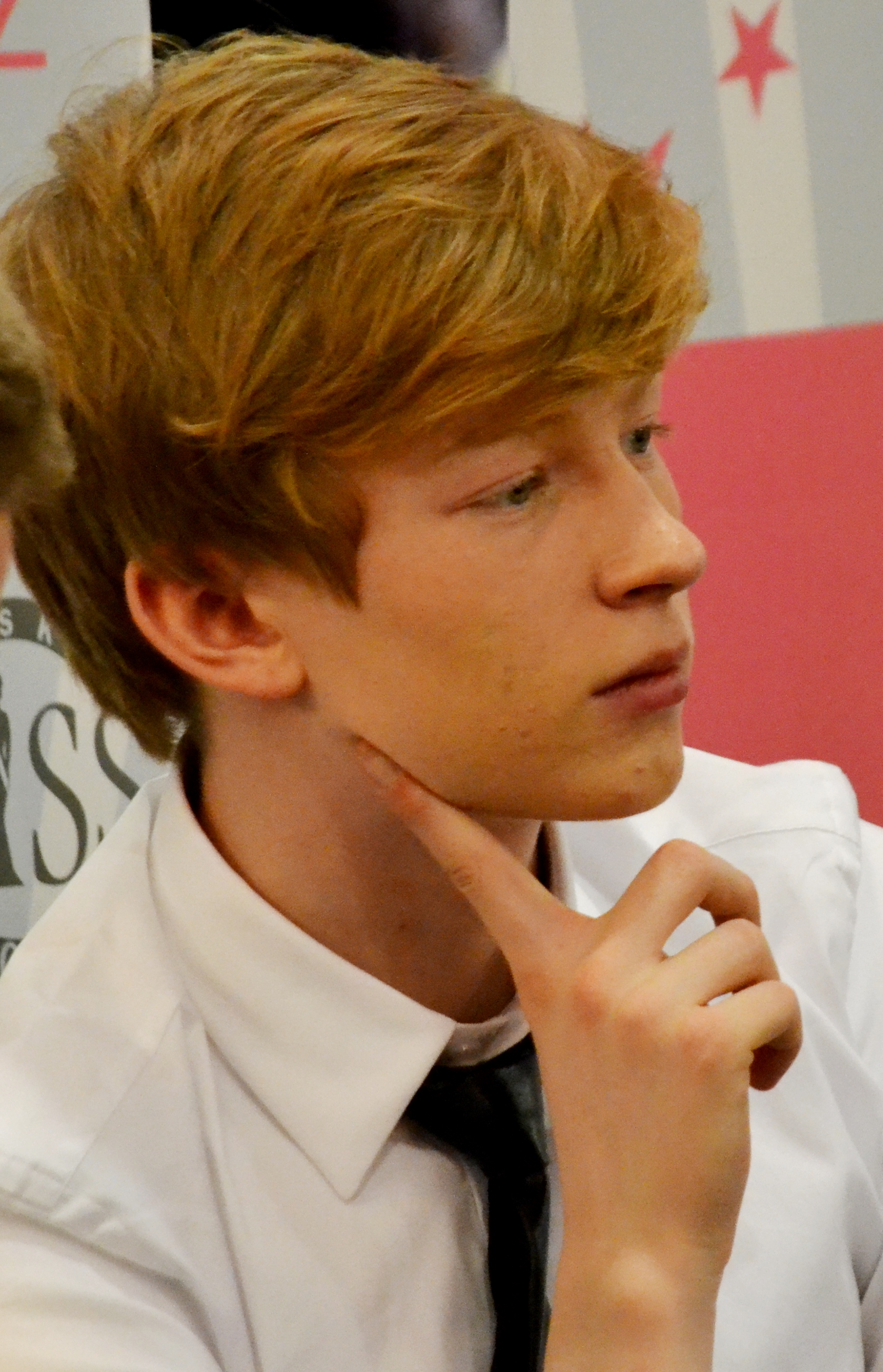
Adam Mišík
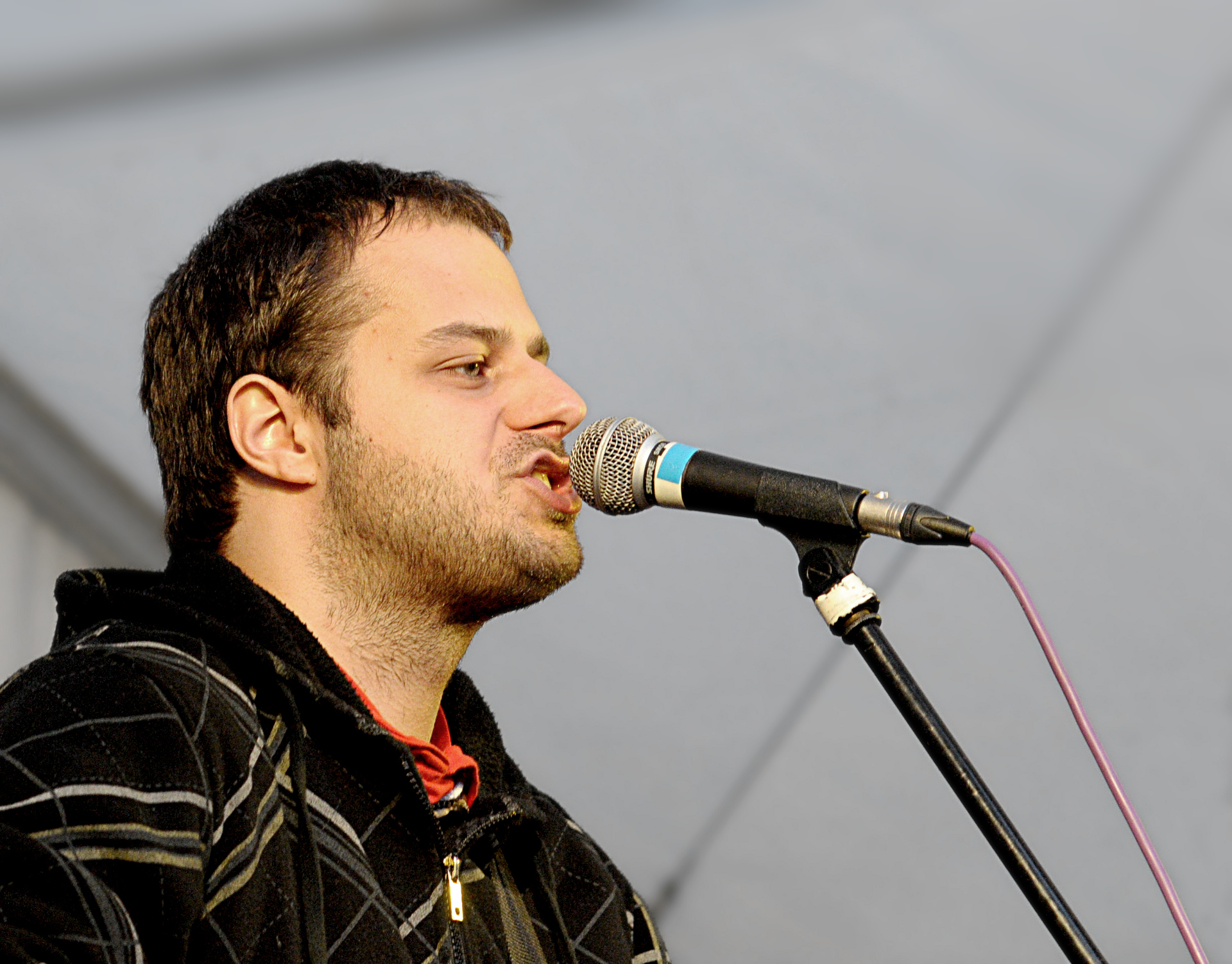
Xindl X
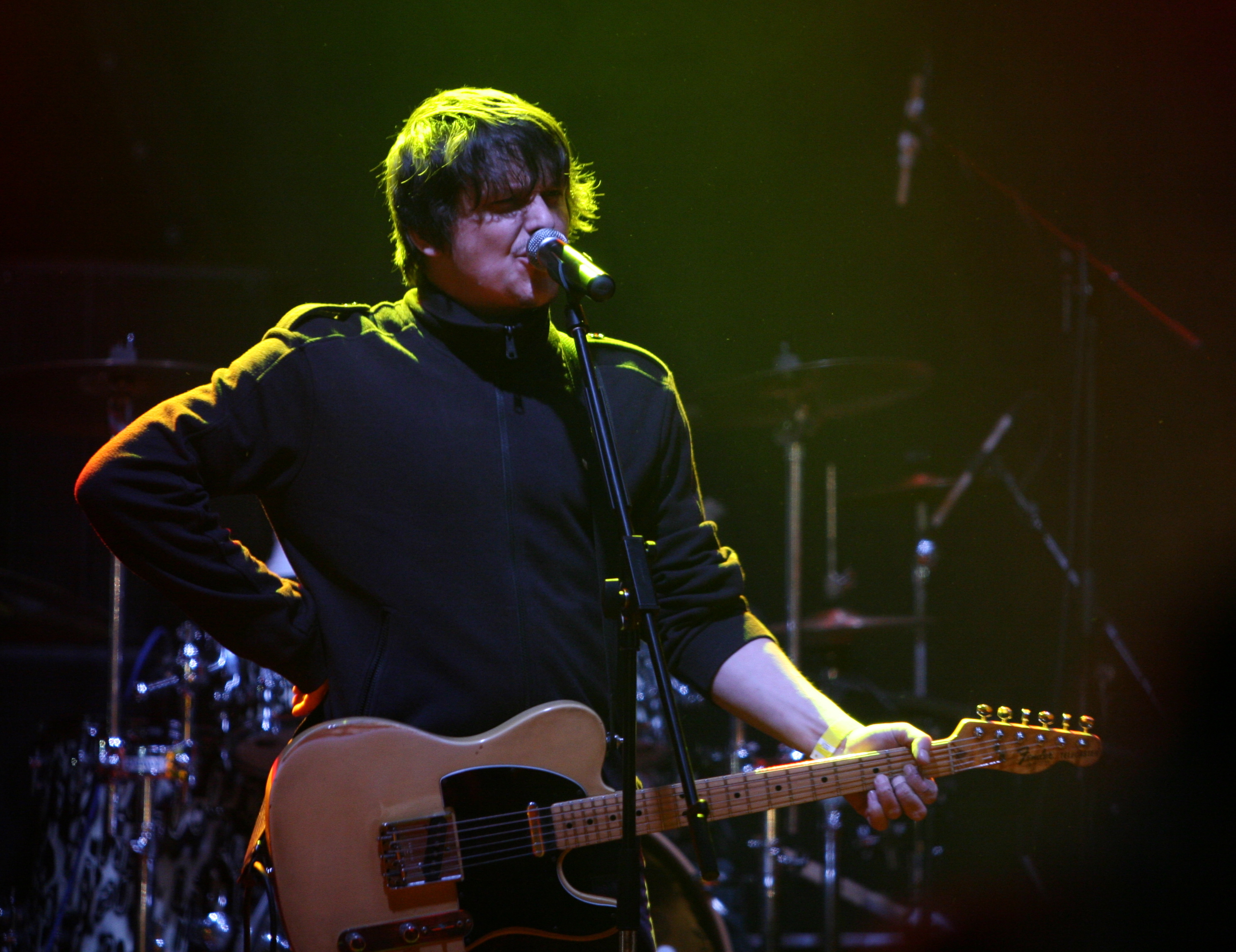
Michal Malátný
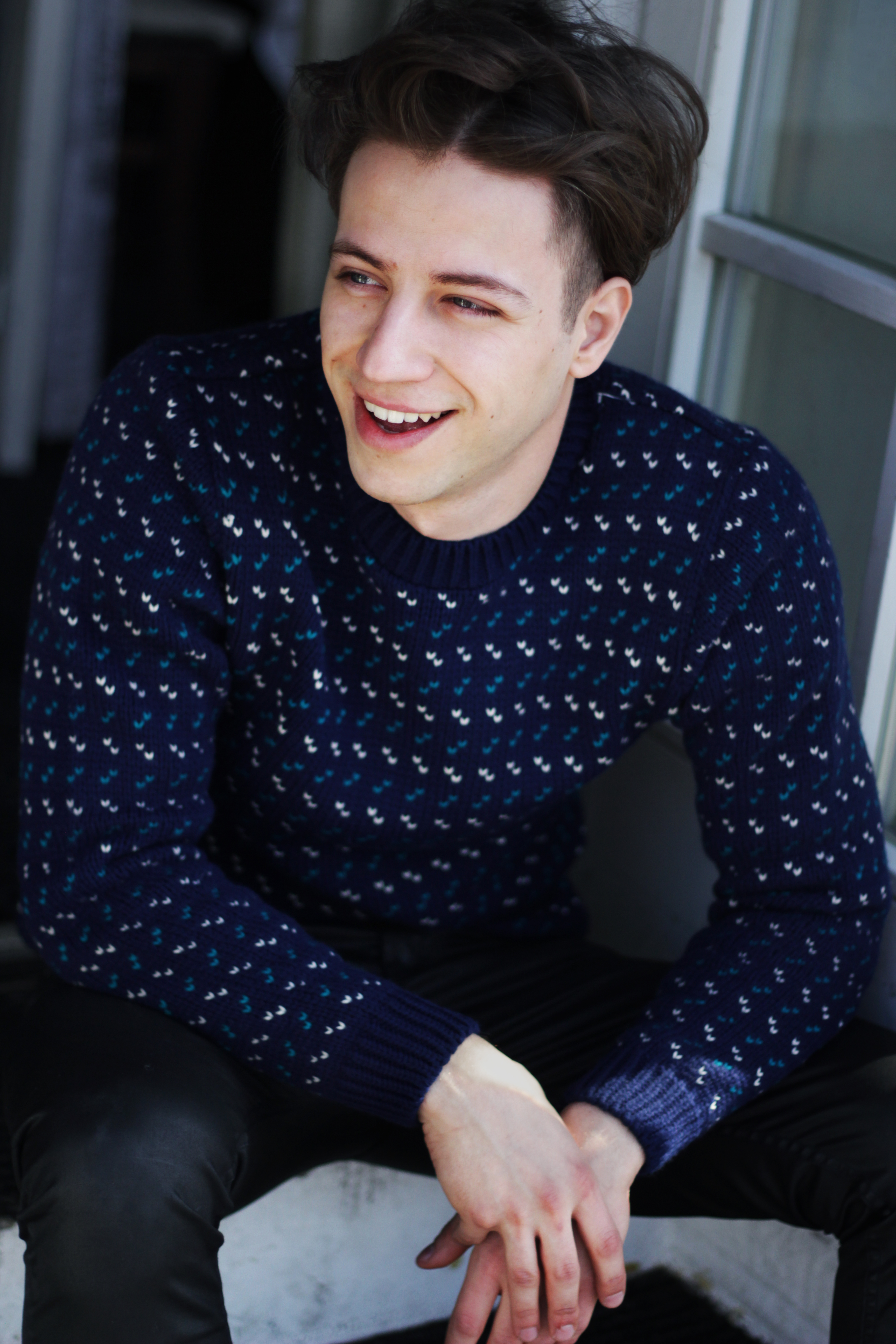
Milan Peroutka
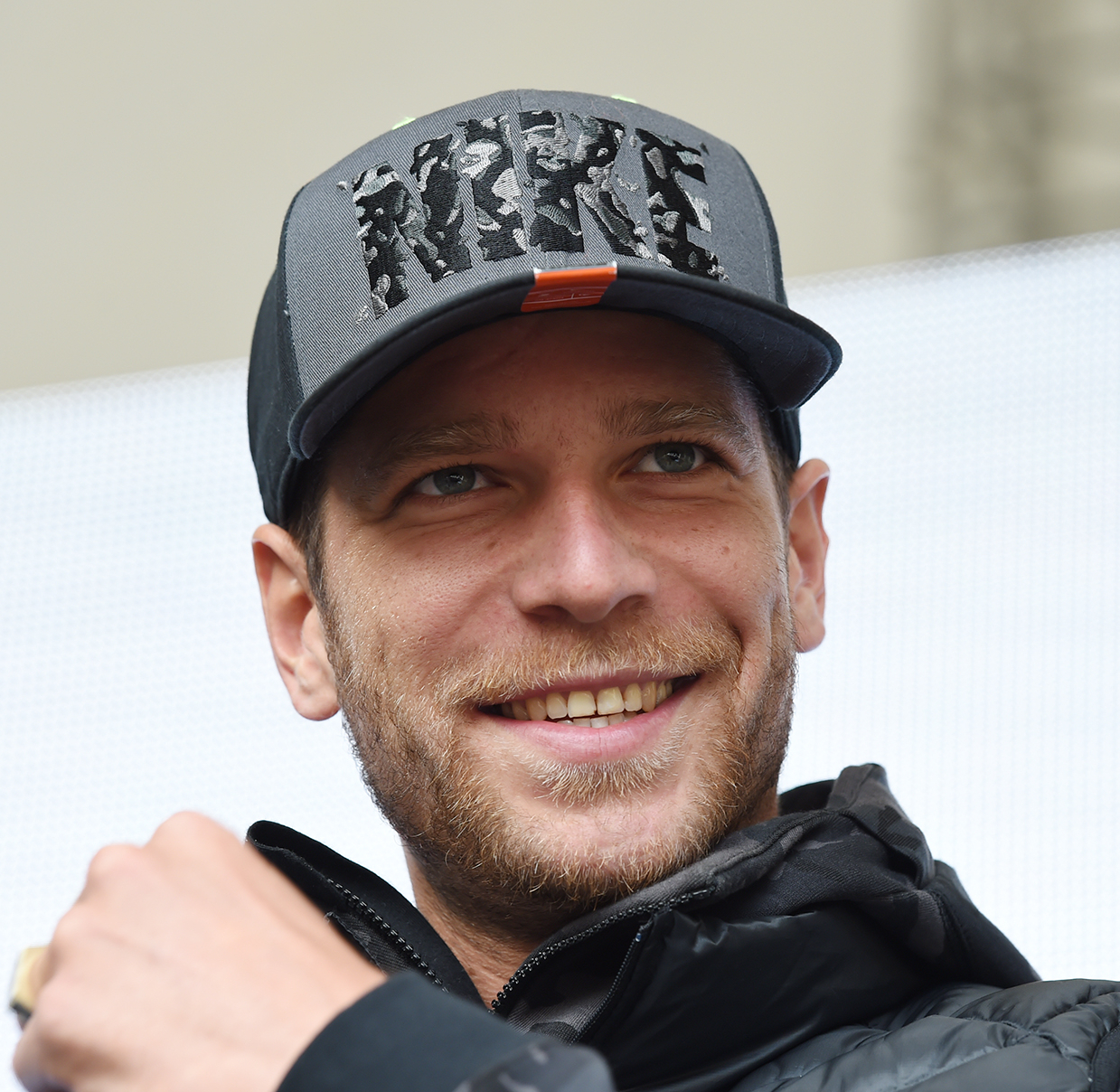
Majk Spirit
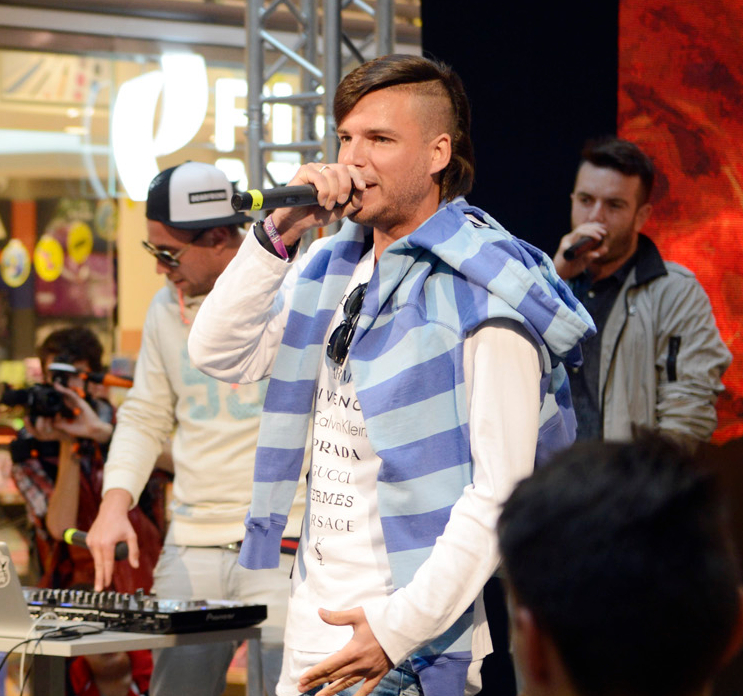
Ego